# Viktorija Dolenc Gollmayer
Viktorija Dolenc Gollmayer, slovenska operna pevka, * 25. maj 1876, Gorica, 4. februar 1949, Gorica.
Rodila se je v družini trgovca in politika Viktorja Dolenca. Mladost je preživljala v rojstnem kraju. Ker je bila glasbeno zelo nadarjena se je tri leta šolala na višji glasbeni šoli, nato so se ji odprla vrata v velike italijanske Operne hiše (Benetke, Milano). Od tu je šla v okviru italijanskih pevcev na turnejo po Rusiji in pela v Kijevu, Peterburgu, Odesi, Tiflisu in drugod. Pela je v klasičnih operah, največ v Verdijevem Trubadurju in Bizetovi Carmen, predvsem v slednji je s svojim mezzosopranom slovela kot nedosegljiva Carmen. Kasneje je pela še v Neaplju in milanski Scali in opravila še vrsto turnej, ki so jo vodile na Nizozemsko in Dunaj ter Buenos Aires. Po 1. svetovni vojni se je vrnila v Gorico in tu odprla glasbeno šolo katero so obiskovali Slovenci, Italijani in tudi tujci iz Amerike.